# دهستان هجر
دهستان هجر نام دهستانی در بخش مرکزی شهرستان صحنه، استان کرمانشاه در ایران است. براساس سرشماری مرکز آمار ایران در سال ۱۳۸۵، جمعیت آن ۷۰۰۷ نفر (۱۶۹۹ خانوار) بوده‌است.